# Діалект цуґару
Діалект цуґару (яп. 津軽弁, цуґару-бен) — діалект японської мови, поширений на заході префектури Аоморі, зокрема у місті Цуґару.
Діалект цуґару погано розуміють не-носії, навіть які живуть в тій самій префектурі. 1988 року шанувальники проголосили 23 жовтня днем діалекту цуґару. В цей день вшановується річниця смерті Такаґі Кьоджьо (яп. 高木恭造), знаменитого поета, який писав цим діалектом.[джерело?]
У селищі Цурута щоліта проводиться конкурс на найкраще знання діалекту (яп. 津軽弁大会, цуґару-бен тайкай), на якому команди з інших регіонів розігрують вистави (зазвичай гумористичні) на цуґару.[джерело?] У червні 2009 року на каналі NHK вийшов короткий репортаж про змагання[джерело?].

## Приклади
| Українська          | Японська                                          | Діалект цуґару               |
| ------------------- | ------------------------------------------------- | ---------------------------- |
| Я                   | 私 (わたし, ваташі)                               | わ (ва)                      |
| Ти                  | あなた (аната)                                    | な (на)                      |
| Милий               | かわいい (каваїі)                                 | めごい (меґой)               |
| Друг                | 友達 (ともだち, томодачі)                         | けやぐ (кеяґу)               |
| Сільська місцевість | 田舎 (いなか, інака)                              | じゃご (джяґо)               |
| Але                 | けれど (кередо)                                   | だばって (дабатте)           |
| Однаковий           | 同じ (おなじ, онаджі)                             | ふとず (футодзу)             |
| Дуже                | とても (тотемо)                                   | たげ／がっぱ (таґе/ґаппа)    |
| Холодний            | 冷たい (つめたい, цуметай)                        | しゃっこい (шяккой)          |
| Теплий              | 暖かい (あたたかい, ататакай)                     | ぬげ (нуґе)                  |
| Галасливий, шумний  | うるさい (урусай)                                 | さしね (сашіне)              |
| Дратівний           | イライラする (іра-ірасуру)                        | かちゃくちゃね (качя-кучяне) |
| Гроші               | （お）金 (（お）かね, (о-)кане)                   | じぇんこ (джєнко)            |
| Чоло                | ひたい (hitai), （お）でこ ((о-)деко)             | なずぎ (назуґі)              |
| Дім                 | 家 (いえ, іе)                                     | え (е)                       |
| Варений рис/їжа     | ごはん (ґохан)                                    | まま (мама)                  |
| Заморожувати        | 凍らせる (こおらせる, коорасеру)                  | しみらがす (шіміраґасу)      |
| Замерзати           | 凍る (こおる, коору)                              | しみる (шіміру)              |
| Їсти                | 食べる (たべる, таберу), 食う (くう, куу) (розм.) | く (ку)                      |

Приклад діалогу між мовцями діалекту: 
— До са?「どさ」("Куди йдеш?")
— Ю са.「どさ」("У лазню.")
Літературною мовою це б звучало так:
— Доко ні іку ка?「どこに行くか。」
— Офуро ні.「お風呂に。」